# Supersonic Odyssey
Supersonic Odyssey sont des montagnes russes assises en intérieur du parc Berjaya Times Square Theme Park, situé à Kuala Lumpur, en Malaisie.

## Statistiques
- Trains: 6 wagons par train. Les passagers sont placés par deux sur deux rangs pour un total de 24 passagers par train.
- Couleurs : Voie orange et supports bleus.
- Options : Le lift hill est au milieu de l'attraction entre l' hearline roll et le looping vertical.
- Historique: La construction a pris trois ans. C' est aussi la raison pour laquelle ces ùontagnes russes utilisent les anciens trains de montagnes tusses contrairement à Colossus de Thorpe Park par exemple.
- Éléments : Heartline Roll (Zero−G−Heart Roll) / Looping vertical / Corkscrew (Screw)